# Pelastoneurus micrurus
Pelastoneurus micrurus är en tvåvingeart som beskrevs av Octave Parent 1933. Pelastoneurus micrurus ingår i släktet Pelastoneurus och familjen styltflugor. Inga underarter finns listade i Catalogue of Life.